# سارگپه آرچر
سارگپه آرچر (نام علمی: Buteo archeri) نام یک گونه از سرده سارگپه است.